# Hébuterne
Hébuterne település Franciaországban, Pas-de-Calais megyében. Lakosainak száma 522 fő (2022. január 1.). Hébuterne Gommecourt, Puisieux, Sailly-au-Bois, Auchonvillers, Beaumont-Hamel, Colincamps, Mailly-Maillet, Bucquoy és Foncquevillers községekkel határos.

## Népesség
A település népességének változása:
| Lakosok száma | 515  | 521  | 530  | 524  | 522  | 520  | 521  | 521  | 522  |
|               | 2013 | 2015 | 2016 | 2017 | 2018 | 2019 | 2020 | 2021 | 2022 |